# 殺戮箴言aphorism
《殺戮箴言aphorism》是日本漫画家宮條可留奈的漫画作品。

## 简介
于史克威尔艾尼克斯出版的《月刊GANGAN WING》2008年8月号开始连载，该杂志休刊后，于2009年4月开始在网络漫画发布网站《GANGAN ONLINE》上继续连载。
一心想过快乐的高中生活的主角六道黄叶所入读的楢鹿高级中学，会让学生使用自身持有的文字接受名为「神蚀」的考验。战斗中充满着过激的描写，殘酷中帶有一絲幽默。书名中的「aphorism」意为「格言」，每话的标题皆以「始」「黑」等单一汉字表示。

## 登场人物

### 1班
六道黄葉　「變」
本作的主角。身材不高，也不起眼，希望能有所「改变」而入读楢鹿高中。胆子很小，也没什么特殊的战斗力，可是因为强烈想要「改变」而逐渐变得厉害而且勇敢。
意外地有行动力，必要的时候连性命也可以舍弃。心地善良，受人爱戴，在日向所组成的团体中，成为跟其平起平坐的中心人物。跟日向同住一个房间，故此平日两人经常在一起。喜欢爱罗，不过因为第一印象的关系，恐怕她并没有将其当作恋爱对象。
文字是左手手背上的「变」。能力是变身成为认识的人，连身高跟声音都再现出来。另外，当黄叶遇上危险时，会出现跟他的样貌、人格完全不一样的「另一个黄叶」。黄叶并没有该人格出现时的记忆。因为打破了不可能逃脱的隔离型神蚀「封闭之门」存活下来，而广受瞩目。
另一個黄葉
黄叶「改变」而出现的神秘人。確實的名字是克里修奈。黑发且高大。这种形态下，左手的「变」字消失了。是黄叶不认识的人，从「始」的状况看来，是个有别于本来的文字之力的存在。本人自称「神的同伴」，称呼黄叶做「老大」，曾是耶麻的部下。
性格极度天然，平时很温厚。战斗的时候则是一副游刃有余的态度。一开始看到爱罗的刀就可以使用自如，拥有非常惊人的身体能力。
比良坂愛羅　「刀」
本作的女主角。跟黄叶在开学那天认识。老家是「比良坂一刀流」的剑术世家，从5岁开始就进行刀剑的修行。完全没有察觉到黄叶对自己的好感，不过反倒被另一个黄叶所吸引。
文字是右手手腕（手背方向）的「刀」。能力是出现刀子。出现的刀的刀柄部分异常地长，形状跟薙刀相近。自小就修炼剑术，在出现武器的能力者当中技术上是优胜了，然而比良坂一刀流是重视「心·技·体」中「心」的流派，精神上弱得多的她，经常都无法发挥出实力来。 反之，若是状态良好的话，甚至能战胜比她厉害的对手。
日向三十郎　「欺」→「智」、「拒」、「鞭」
1班的学生，黄叶的室友。是个一开始就知道楢鹿的事的新生。心计多，腹黑，会驱使同伴去做事。实际上学识渊博，头脑很好，担任着首领的角色。跟诺亚从国中、美浓则是从小学时就是好友。可是三人性格不同，故常有纠纷。另外经常跟黄叶与爱罗在一起。把袴田当作下人般奴役，让他去调查那些正身不明的敌人。有个在楢鹿毕业的姐姐。
文字是左颈的「智」。能力是搜寻楢鹿至今出现过的蚀的资料，详细调查清楚。另外还能追加新出现的蚀的资料。并没有战斗能力，靠着向同伴提供情报，来提升生存率。担任单行本末尾的「沙鹿针岩的画蛇添足讲座」的老师一职。讨厌广末。
真正擁有的文字是「欺」，可變形成多種文字，由於假耶麻厭惡使用「欺」的學生，平常以對身體負擔較小的「智」偽裝。
袴田進　「蘇」
身材高大，头染金发，一眼看上去就像个不良学生。语气也很粗暴，容易动手。可是在一定程度上知道楢鹿的情况后，选择了「苏」作为文字，本质上是个胆小鬼。
跟久我是国中同学，现在是同寝室。国中时好像经常对久我暴力相向，故久我非常讨厌他。被久我用剪刀刺，「龙」的时候被置之不理也算是自作自受。虽然久我只会一昧逃避，但自己亦是半斤八两，对久我看不顺眼也是出于自我厌恶。
基本上，在同伴中的存在意义是制造笑料。而可以死而复生，也意味着他的生命跟其他学生相比真是轻如鸿毛。而他的胆小，也让黄叶产生了认同感，日向则觉得他很有利用价值。
文字是右小腿的「苏」。能力在袴田死的时候发动，自动复活。能力非常强，即使头没有了，也能完全再生。日向尽情地利用了这个能力，只要出现了新的蚀，都会让袴田去当实验品。
正田愛可　「愛」
很有朝气的女孩，作为1班的联络人经常在奔走。跟小野是室友。
文字是「爱」。能力不明，不过在「始」的时候有看到她从手上射出心型物体。
坂崎志繪　「炎」
文字是右掌的「炎」。能力是想象用火的东西（火柴、火棒、篝火）就会出现相应大小的火焰。第一天的「始」中，发动能力时直接将火焰具体化，使得手被严重烧伤。因此导致她再不使用能力。「水」的时候，因为自己的「炎」对其他学生来说非常必要却又拒绝帮忙，跟早乙女一起被4班的学生以「壁」与「囮」所隔离、拘禁，被迫战斗。在早乙女的引导下成功控制自己的力量，然而大喜过望之际，早乙女被「水」的凶刃所杀，愤恨之下的她一口气解放力量，将「水」击倒。
佐伯北斗·佐伯南斗　「矛」「盾」
双胞胎兄弟。哥哥是北斗，弟弟是南斗。两人的样貌完全一样。当其中一人戴上眼镜时，另一人看到后就会拿下来，所以无法通过戴眼镜来区别是哪一个人（为了防止混淆，本篇里基本上都是南斗戴眼镜）。两人经常都会对相同内容的东西以不同的说法说出来，并争论哪种才是正确。
北斗的文字是「矛」，南斗则是「盾」。前者的能力是出现矛，后者则是出现多个眼球般的球体，通过移动划出的轨迹成为光盾作防御之用。
佐伯果步　　「矛」
北斗和南斗的妹妹。
早乙女彩　「音」
文字是「音」。能力是靠吹笛引发声波来设置屏障，并可以破坏接近的物体。可是并非全方位的防御，敌人数量太多时就没办法了。跟坂崎住同一房间。「水」来袭的时候，跟坂崎一起被4班的学生以「壁」与「囮」所隔离、拘禁。成功引导坂崎控制住她的力量，然而大喜过望之际被「水」的凶刃所杀。
青島派齊　「鳥」
文字「鳥」。经常戴着一顶很显眼的帽子，在画蛇添足讲座伍被形容为「元气女孩」。跟同班的爱可很要好。
小野梅里  「黑」
文字是「黑」，位于右手手背，能召喚並使役於地府中重生的重罪之人。说话方式很特别，称呼黄叶做「小不点」。在「國」之試煉中與黃葉、大高同組，負責最後的關卡。過去認識真正的耶麻，也知道現在的是假貨。
綿津見颯也   「魅」
文字是「魅」，位于左胸。留着一头长发。完全无视校规，抽烟、化妆、擦指甲油、戴首饰，在房间里只穿着内衣。被同房的青岛称作「姊姊」。巨乳。
加藤光希　「消」
文字是「消」。曾经在买东西的时候忘记带钱包，由日向代付果汁费，作为回报要被日向所奴役。在画蛇添足讲座伍的学生一览图里没有出场，看来也没什么地位。

### 2班
篠原諾亞　「弓」
2班的学生。是个一开始就知道楢鹿的事的新生。虽然说话很严厉，性格性急，不过很会为他人着想，温柔且很坚强。跟同房的爱罗很要好。跟日向、美浓读同一所国中，关系很好，来到楢鹿后也一样，不过亦因为这段孽缘，跟他们说话的时候丝毫不留情面（特别是对日向）。另外，国中时很狂暴，日向跟美浓非常害怕她。而这个三人组里面，唯有她具备直接攻击的能力。
文字是「弓」。在出现弓的同时也会出现箭。在入学前射箭技术就很好，能够一击射中美浓「点」在「龙」上面的极小目标。
久我守　「一」
2班的学生。矮小，消极，内向，畏首畏尾。因为是毫不知情下入读楢鹿，突然就要跟死亡为伴导致精神十分不稳定。跟袴田国中的时候就是同一寝室。因为性格关系，从那个时候开始就一直被袴田欺负，两人都很讨厌对方。
「龙」蚀的时候，跟黄叶、袴田飞往同一空间，共同接受白龙的考验。因为舍弃了其余两人独自拿着锁匙逃到出口，惹怒了龙，遭到黑龙的制裁火焰而死。
文字是左颊的「一」。能力不明。第一天决定文字的时候，想先画一笔再慢慢思考，结果「一」就成了他的文字。
路迪·F·如月　「銃」
文字是「铳」。能力是出现枪支。印度人。
蘇芳元子　
2班的風紀委員。

### 3班
美濃由利　「點」
文字是「點」，能力是具像化出筆電，用筆電分析尋找敵人的弱點。跟日向、诺亚从国中时候就很要好。实际性格比日向还要恶劣。
橫川鐵平　 「予」
3班的風紀委員。

### 4班
朝長出　「盜」
4班的学生。4班这个可疑集团的「主谋」。
入学第一天，在得到文字时就夺去导师的眼球，并将他推出窗外摔死。之后取代导师宣布要支配4班，强迫学生要绝对服从自己。並將逃走的男學生以盜取雙腳、不聽從指令的女學生盜取大腦為殺雞擏猴。现在正以这种恐怖政策支配着4班。对杀人毫不犹豫。夺去打算将4班的秘密告诉给日向的辰巳的声带，同时夺去跟他一同背叛自己的尊川的眼球。
實際上入學的目的，是為了替比自己年長九歲的兄長‧悟報仇。在兄長進入楢鹿高中以後，從他撥回家的電話中聽出端倪，後來在楢鹿高中的犧牲者棄置場中每日搜索，持續七年，最終找出了兄長的遺骨。
性格極度冷酷，看不起除了自己以外的任何人。對自己很有自信，有著接近幼稚的自作主張的性格，從不聽從旁人的意見。看著比自己「低下」的人的膽怯或是互相殘殺會感到愉悅。但是就算性格如何扭曲也好，對兄長的感情也是真切的。
文字是额头（左眼上面）的「盗」。能力是将选中的对象中，朝长希望的部分瞬间移动到手上。范围宽广，约为一间教室的距离都可以。有几个使用限制，譬如不能对无法用肉眼确认的对象发动。但是即使看不见对象的所有物亦可以发动（内脏和手里藏着的东西之类）。另外「盗」的东西限定在能用手拿着的范畴内。
辰巳大助　「戟」
4班的学生，朝长的手下之一。4班的人称他「对朝长最忠心」，为求自保积极配合着朝长。虽然受朝长的恐怖统治所支配，却非常讨厌他的卑鄙残忍，心里受罪恶意识所谴责。看似膽小，但是在保護重要的事物時會表現出相當有勇氣的一面。
「水」之后由于在日向的质问下，吐露出4班的部分实情，被朝长夺去声带。之后便完全背叛4班（朝长的派系），为了讨伐朝长而跟日向他们一同行动。
似乎喜歡尊川。在4組的時候，就一直保護無法戰鬥的尊川。在與討伐朝長的行動中，也表現出對尊川的信賴。
文字是「戟」。能力是出现戟。大多数使用武器的能力者都是出现一个武器，可是辰巳是一对的。
尊川靜名　「正」
4班的学生，朝长的手下之一。可是，与其说他服从朝长，不如说是在追随着辰巳。
一開始時沒有戰鬥能力，也是得辰巳一直保護。在辰巳背叛朝长后，因为担心辰巳而跟他一起投靠日向他们，但之後就被朝长夺去了双眼。
文字是「正」。決定自己的文字時，思考著「如果是在做正確的事情就好了」而決定，但因為無法靠「正」聯想任何事物而無法使用能力。後來得到了另一個黃葉的建議，終能發揮出「正」的能量。「正」是「征」的原字，原為「征服」之意，能力是可以命令他人做事。
向井涼 「囮」
4班的學生，雖然也是追隨朝長的手下之一，但是卻親密地稱朝長為「出君」，朝長對她也較對他人寬容。
朝長的青梅竹馬，在朝長還年幼、在棄置場尋找兄長的遺骨時出手幫忙。所以和其他因恐懼而屈服的4班學生不同，是唯一一個真心為朝長著想的人。在被困「夢」、另一個黃葉和朝長對決的時候，為朝長擋了另一個黃葉的一劍而受重傷。在朝長逃跑的時候，哀求另一個黃葉拯救朝長。
文字是「囮」。能力是向對象扣上手扣，該對象則會對身邊一定範圍的人和物發動無差別式攻擊（除了施術者向井自身以外），防禦能力與袴田的「蘇」匹敵。效果會在數小時後自動解除。
帳秀人「操」
4班的学生，朝长的手下之一。比辰巳更明哲保身且卑屈。只要不被殺掉的話，就會一直追隨朝長。袴田認為他和久我非常像，一樣惹人討厭。在4班脫離朝常控制後依然活在朝長的陰影之中，與班上同學保持距離。在「國」之試煉中被當地居民殺害並改造成生物兵器，最後被辰巳所殺。
文字是「操」。能力是奪走他人的意識、操控別人，但是操縱對象只限一人。
廣末信也 「変」
4班的学生，朝长的手下之一。與其他因畏懼朝長而屈服的學生不同，是自願跟隨朝長的。在入學當天朝長威迫4班服從的時候，第一個舉手表示跟隨他的人。
本名潤目春臣。實際上並不是學生，而是與日向一樣的政府調查員。看似溫厚的外表下，是個絕對的合理主義者，對人類的情感非常輕視。文字是「變」，與黃葉相同。對文字更熟悉因而可以變成更多的東西，例如屍體。廣末的外貌也是以能力變換出來。
大澤千里 「刀」
文字與愛羅一樣是「刀」。能力能夠變出兩把小太刀，與愛羅不同。缺乏經驗，但靠自身對文字的想像力來補足，但最後還是在朝長被迫、與愛羅的對決中敗北，當將被朝長殺害之際被愛羅所救。在「夢」事件後，和愛羅和解並送她手工製作的布偶。
香田 「壁」
文字「壁」

### 5班
大高藤吾 「墨」
5班的目前殘存的兩名學生。
武林奈奈 「討」
5班的目前殘存的兩名學生。

### 其他人物
耶麻
學校的理事長。
御堂
1班的导师。没有特别关心班级，在决定班级负责人时还弄出了「擦黑板」和「试毒」等莫名其妙的负责人。
水島螢
楢鹿高中的保健老师。虽然在那里已经待了九年，依然无法适应其风俗（？）。
寶來遠子
日向的姊姊，楢鹿高中的管理员。比日向大12岁，估计应该是28岁左右。日向在她前面抬不起头来。
片桐美晴
向井的伯母。
十貞九郎
5班的教師。
六道紅子
黄葉母親。
赤亞·白亞
耶麻的親信。赤亞是女，白亞是男。
朝長悟
朝長出的哥哥。在朝長出還小時入讀了楢鹿高中,但其後失蹤。

## 作品用语
楢鹿高級中學
作为本作品舞台的高中。是一年制学校，故此全部都是新生。
只要毕业，即使不念大学，也能成为公务员。无需学费和生活费，也不论成绩高低，只要满足「能看见空岛」这个条件就能入学的神秘学校。实际上要毕业的话，还必须要在神蚀中生存下来才行。
采取完全的寄宿制，一旦入学，除非有极特殊的情况，在毕业前都无法离开。
除了神蚀生存战外，还是会进行一般的教学。衣食住都十分好，特别是食物非常美味。宿舍是二人间。不过因为蚀的缘故，一个人住的情况也不少。从房间的窗外可以看到大量倒吊的晴天娃娃，皆是用来祈求蚀因雨中止而做的。日向称之为惯例。
空島
飘浮在空中的岛。普通人看不见，而能够看见正是楢鹿高中的入学条件。
岛跟太阳重叠产生影子时就会出现神蚀。而阴天、雨天等太阳被云层所遮盖时就不会出现蚀，因此学生都会关注着岛的轨迹与天气状况。当然夜晚是不会出现蚀的。
神蝕
通称为「蚀」的现象。在太阳与空岛重叠时发生。
蚀有着各自的「文字」，该文字所产生的现象各不相同。当中有无害而古怪的，不过大多会出现杀死学生的凶恶敌人。
「文字」
为了在楢鹿生存下来，跟神蚀战斗时所用的武器。
在楢鹿的开学典礼过后的班会时间，导师会发给每个学生一张纸，让他们在上面写上一个汉字并读出来，纸就会裂开，学生身上会出现该字的刺青。
对文字作出想象，就会出现其对应的现象（例如「刀」会出现刀，「炎」就会用火炎作出攻击）。
原则上是一人一文字。文字有着相应的体系，也有其界限和对策。

## 蚀
始
在第一天就出现，是最开始的蚀。样子像是四腿的恐龙，有着巨大的眼睛和下颚，会嗅到「文字」的气味，并且发动攻击。主要用巨大的下颚来咬。数量众多，令204名新生中的96名死亡。
龍
隔离型的蚀，当学生数为3的倍数时，就会让他们以三人一组的形式传送到别的空间。本体的龙在空间中与作为出口的门融为一体，对前来的人予考验。考验是用「技」或「力」来夺取龙体内的钥匙。有时间限制，当浮空的计时器上出现四个零时，考验即以失败告终。另外龙会告诉其中一人虚假的情报来迷惑他。考验中龙还会腐败成黑色。这条龙并不会给予考验，而是会惩罚舍弃人道的罪人。出口的门在考验完结时会出现「合」的印记，而进行考验时时白色的。变成黑色的话，表示里面的人输给了龙，或者其他原因而无法出来。从来没人能从这些「封闭之门」中出来，不过黄叶是第一个人。
宴
今年首次出现的蚀。会出现類似醉八仙和七福神中神仙樣貌的巨人，一直在喝酒談笑。不時还会叫学生来倒酒，对听话的学生用友善的态度来对待，而对妨碍宴会的人，就会全體脸色一变，用念力一般的力量破坏其头部。
水
「特殊文字」之一。当天没有受到致命伤被打败的话，隔天還会再次出现，并且隨著天數增加而增強力量。除非是用水的相克元素，比如「火」、「烧」、「燃」之类来攻击，否则是无法造成致命伤的。
夢
精神形式戰鬥的隔离型。與「龍」不同，學生是以精神的形式而戰鬥，在這空間裡，他們沒有影子，而身體則還留在學校裡，［夢］的姿態是一名長髮女性，會要求學生擊倒自己才能通關，但如果應要求攻擊，會被直接秒殺，只要不與其戰鬥並等待［夢］自行把學生吞入體內，並走完夢的路程即可通關，但歷年也有學生將［夢］的攻擊加以反擊擊倒［夢］而通關的案例。
覺
由假耶麻用命簿觸發的蝕，屬於區域隔離型，在周圍出現大量亡者的石像，如果與石像的視線對視到，會無法移動，並且經歷亡者死前的經歷並反映在自己身上；並出現一名守門員與旗下八名獵者，每當破壞一個石像便會釋放一名獵者來干擾學生，只要從石像中取得與試煉中學生數量相同的寶玉，並給守門員即可達成過關條件。
花
「特殊文字」之一。其中也包含寄生型的「種」與「芽」。一開始是出現一朵巨大的花，無法以火燒或刀砍消滅，蝕結束時會散布「種」寄生人體，被「種」寄生的地方則會長出「芽」，「芽」會吸收該部位的能量而使人變得虛弱，若使用文字能力則「芽」會迅速生長，另外若強行摘除「芽」則會造成出血不止，最終死亡。每隔一天就會出現更多的「花」，每朵「花」都會散布「種」，但是只有消滅第一天出現的「花」才能消滅所有的「花」與「芽」。相剋的字是「藥」。
國
特殊的隔離型的蝕。將全員分配於同一塊大陸之中，3人一組負責一塊區域，必須將「普通區域」的任務全數完成才能開啟通往「最終區域」的門。可說是測試學生們綜合實力的重大試煉，雖然沒有計時器但時間一到就會被傳回學校，現實中一日等於「國」中數月，任務則會越變越難，過去沒有拖過6天還能完成的先例。
盆
盆蘭節固定出現的「特殊文字」。不論天氣與狀況，固定出現，會讓學生看到與自己相關的亡者並可與其對話，不是所有人都會遇到，而越有怨恨的對象在蝕結束後，會在當事者周圍造成大量類似血跡的液體痕跡，該蝕本身無傷害，但在歷年也有學生因此精神崩潰。
裁
學期中絕對會出現的「特殊文字」。不論天氣與狀況，固定出現，會對學生實施裁決，而唯一會被裁決的關鍵因素就是［殺人］，所以同時也具有喝止學生互相殘殺的功用。

## 单行本
| 卷數 | 史克威爾艾尼克斯 | 史克威爾艾尼克斯       | 青文出版社     | 青文出版社             | 玉皇朝         | 玉皇朝                 | 創藝出版社    | 創藝出版社             |
| 卷數 | 發售日期         | ISBN                   | 發售日期       | ISBN / EAN             | 發售日期       | ISBN                   | 發售日期      | ISBN                   |
| ---- | ---------------- | ---------------------- | -------------- | ---------------------- | -------------- | ---------------------- | ------------- | ---------------------- |
| 1    | 2008年10月27日   | ISBN 978-4-7575-2416-3 | 2010年1月25日  | ISBN 978-986-256-146-1 | 2010年2月11日  | ISBN 978-988-8047-56-7 | 2010年7月6日  | ISBN 978-981-4297-77-6 |
| 2    | 2009年2月27日    | ISBN 978-4-7575-2503-0 | 2010年3月25日  | ISBN 978-986-256-236-9 | 2010年4月27日  | ISBN 978-988-8047-94-9 | 2010年7月20日 | ISBN 978-981-4323-03-1 |
| 3    | 2009年5月22日    | ISBN 978-4-7575-2567-2 | 2010年5月20日  | ISBN 978-986-256-292-5 | 2010年6月9日   | ISBN 978-988-8048-33-5 | 2010年9月7日  | ISBN 978-981-4323-09-3 |
| 4    | 2009年10月22日   | ISBN 978-4-7575-2698-3 | 2010年8月25日  | ISBN 978-986-256-424-0 | 2010年8月24日  | ISBN 978-988-8048-94-6 | 2011年1月18日 | ISBN 978-981-4323-28-4 |
| 5    | 2010年3月20日    | ISBN 978-4-7575-2822-2 | 2010年10月25日 | ISBN 978-986-256-511-7 | 2010年12月21日 | ISBN 978-988-8089-12-3 |               |                        |
| 6    | 2010年9月22日    | ISBN 978-4-7575-2994-6 | 2011年1月14日  | ISBN 978-986-256-584-1 | 2012年10月3日  | ISBN 978-988-8168-09-5 |               |                        |
| 7    | 2011年5月21日    | ISBN 978-4-7575-3227-4 | 2011年10月11日 | ISBN 978-986-256-938-2 |                |                        |               |                        |
| 8    | 2012年1月21日    | ISBN 978-4-7575-3442-1 | 2012年7月12日  | ISBN 978-986-310-251-9 |                |                        |               |                        |
| 9    | 2012年9月22日    | ISBN 978-4-7575-3666-1 | 2014年1月24日  | ISBN 978-986-310-861-0 |                |                        |               |                        |
| 10   | 2013年5月22日    | ISBN 978-4-7575-3965-5 | 2014年12月11日 | EAN 471-8016-01097-0   |                |                        |               |                        |
| 11   | 2014年1月22日    | ISBN 978-4-7575-4132-0 | 2016年4月21日  | EAN 471-8016-01810-5   |                |                        |               |                        |
| 12   | 2014年8月22日    | ISBN 978-4-7575-4390-4 | 2016年9月21日  | EAN 471-8016-01979-9   |                |                        |               |                        |
| 13   | 2015年3月20日    | ISBN 978-4-7575-4554-0 |                |                        |                |                        |               |                        |
| 14   | 2016年3月22日    | ISBN 978-4-7575-4910-4 |                |                        |                |                        |               |                        |